# Théoden
Théoden es un personaje del legendarium creado por el escritor J. R. R. Tolkien y que aparece en su novela El Señor de los Anillos. Es un hombre, el único hijo varón de Thengel y Morwen. Tuvo cuatro hermanas (una mayor y tres menores) y era especialmente cercano a la última, Théodwyn.

## Historia
Théoden nació en el 2948 de la Tercera Edad del Sol (T. E.) en Gondor. Cinco años después, su abuelo, el Rey Fengel de Rohan, falleció y su familia, aunque de mala gana, se trasladó a Edoras para que su padre ocupara el trono. Por aquella época, el mago Saruman fortificó Isengard, se erigió su Señor y comenzó a conspirar contra Rohan. En el 2963 T. E. nació Théodwyn, la más pequeña de las hermanas de Théoden y a la que más cariño tenía.
Se convirtió en Rey después de la muerte de su padre en 2980.  Théodwyn vivió con él en Edoras. Se casó con Elfhild, quien murió dando a luz a su primer hijo, Théodred. Luego de que su hermana Théodwyn y su esposo Éomund murieran, adoptó a sus hijos: Éomer y Éowyn.
En principio era un rey bueno, fuerte y carismático, y como todo hombre de la Marca, un muy hábil jinete.
Tenía el cargo de "primer mariscal de la Marca" luego de la muerte de Éomund, que cumplía antes esta función. Su espada tenía de nombre Herugrim.
La salud de Théoden comenzó a decaer a principios del 3014 T. E. y asumió una dependencia cada vez mayor hacia su consejero Gríma, quien servía en secreto a Saruman y pudo haber inducido o agravado la enfermedad del Rey mediante venenos. Théodred y Éomer eran los obstáculos principales del mago para conquistar Rohan y Gríma trató de desacreditarles ante Théoden. En los últimos años antes de la Guerra del Anillo, Rohan era amenazado de nuevo por orcos y dunlendinos, que operaban guiados por Saruman desde Isengard.
Luego de que Théodred fuese mortalmente herido en la primera Batalla de los Vados del Isen enfrentándose a los ejércitos de Isengard, Eomér pasó a ser el heredero de Théoden.
Cuando Gandalf y Aragorn se aparecieron en Edoras, Théoden no le prestó mayor atención al consejo que traían, pero luego de que Gríma fuese desenmascarado y el Rey retomara sus sentidos, aceptó luchar contra Isengard, le devolvió los poderes a su sobrino (a quien había mandado encarcelar por amenazar de muerte a Gríma) y a pesar de su avanzada edad retomó su espada Herugrim y lideró a los rohirrim en la Batalla de Cuernavilla.
Por el Juramento de Eorl, una eterna alianza entre Rohan y Gondor, Théoden encabezó a los rohirrim para luchar en la Batalla de los Campos del Pelennor, arengando a sus caballeros con las siguientes palabras:

¡De pie, de pie, Jinetes de Théoden!
Un momento cruel se avecina: ¡Fuego y matanza!
Trepidarán las lanzas, volarán en añicos los escudos,
¡Un día de la Espada, un día rojo, antes de que llegue el alba!
¡Galopad ahora, galopad a Gondor!
— J. R. R. Tolkien, El Señor de los Anillos

En esta batalla derrotó a la caballería de los hombres del este. Fue mortalmente herido luego de que su caballo Crinblanca cayera encima de él al ser atravesado por una flecha. Fue vengado por Éowyn y Merry, quienes habían cabalgado a la guerra en secreto, y en sus últimos momentos se despidió de Merry y Éomer a quien le encargo despedirse de Éowyn y tomar la responsabilidad del Rey de la Marca.
El cuerpo del Rey se mantuvo en Minas Tirith hasta después de la derrota de Sauron, cuando fue enterrado en Rohan.

## Otras versiones dellegendarium
En una de las primeras versiones de Tolkien, Théoden tenía otra hija, llamada Idis, pero su personaje fue finalmente eliminado al ser eclipsado por el de Éowyn.

## Adaptaciones
En la trilogía cinematográfica de El Señor de los Anillos, Théoden, interpretado por Bernard Hill, muere de manos del Rey Brujo y su arenga antes de la batalla es diferente:

«Avanzad, sin temor a la oscuridad, luchad, luchad jinetes de Théoden. Caerán las lanzas, se quebrarán los escudos, aún restará la espada, rojo será el día hasta el nacer del sol. Cabalgad, galopad, cabalgad, hasta la desolación y el fin del mundo. ¡Muerte, muerte, muerte! ¡Adelante Éorlingas!»